# Lampona
Genre
Synonymes
- Latona L. Koch, 1866 nec Schumacher 1817

Lampona est un genre d'araignées aranéomorphes de la famille des Lamponidae.

## Distribution
Les espèces de ce genre se rencontrent en Australie et en Papouasie-Nouvelle-Guinée ; deux espèces ont été introduites en Nouvelle-Zélande,.

## Liste des espèces
Selon World Spider Catalog (version 17.5, 24/10/2016) :
- Lampona airlie Platnick, 2000
- Lampona allyn Platnick, 2000
- Lampona ampeinna Platnick, 2000
- Lampona barrow Platnick, 2000
- Lampona braemar Platnick, 2000
- Lampona brevipes L. Koch, 1872
- Lampona bunya Platnick, 2000
- Lampona carlisle Platnick, 2000
- Lampona chalmers Platnick, 2000
- Lampona chinghee Platnick, 2000
- Lampona cohuna Platnick, 2000
- Lampona cudgen Platnick, 2000
- Lampona cumberland Platnick, 2000
- Lampona cylindrata (L. Koch, 1866)
- Lampona danggali Platnick, 2000
- Lampona davies Platnick, 2000
- Lampona dwellingup Platnick, 2000
- Lampona eba Platnick, 2000
- Lampona ewens Platnick, 2000
- Lampona fife Platnick, 2000
- Lampona finke Platnick, 2000
- Lampona finnigan Platnick, 2000
- Lampona flavipes L. Koch, 1872
- Lampona foliifera Simon, 1908
- Lampona garnet Platnick, 2000
- Lampona gilles Platnick, 2000
- Lampona gosford Platnick, 2000
- Lampona hickmani Platnick, 2000
- Lampona hirsti Platnick, 2000
- Lampona kapalga Platnick, 2000
- Lampona kirrama Platnick, 2000
- Lampona lamington Platnick, 2000
- Lampona lomond Platnick, 2000
- Lampona macilenta L. Koch, 1873
- Lampona mildura Platnick, 2000
- Lampona molloy Platnick, 2000
- Lampona monteithi Platnick, 2000
- Lampona moorilyanna Platnick, 2000
- Lampona murina L. Koch, 1873
- Lampona olga Platnick, 2000
- Lampona ooldea Platnick, 2000
- Lampona papua Platnick, 2000
- Lampona punctigera Simon, 1908
- Lampona pusilla L. Koch, 1873
- Lampona quinqueplagiata Simon, 1908
- Lampona ruida L. Koch, 1873
- Lampona russell Platnick, 2000
- Lampona spec Platnick, 2000
- Lampona superbus Platnick, 2000
- Lampona talbingo Platnick, 2000
- Lampona taroom Platnick, 2000
- Lampona terrors Platnick, 2000
- Lampona torbay Platnick, 2000
- Lampona tulley Platnick, 2000
- Lampona walsh Platnick, 2000
- Lampona whaleback Platnick, 2000
- Lampona yanchep Platnick, 2000

## Publication originale
- Thorell, 1869 : On European spiders. Part I. Review of the European genera of spiders, preceded by some observations on zoological nomenclature. Nova Acta regiae Societatis Scientiarum upsaliensis. Upsaliae, sér. 3, vol. 7, p. 1-108 (texte intégral).